# Robert Guibé
Robert Guibé (Vitré, 1460 – Roma, 9 novembre 1513) è stato un cardinale francese.

## Biografia
Figlio di Adenet Guibet e di Olive Landais, fu vescovo di Tréguier dal 16 maggio 1483.
Nel 1501 fu nominato abate commendatario dell'abbazia di Notre-Dame-en-Saint-Melaine, carica che mantenne fino alla morte.
Nel 1502 venne trasferito alla sede di Rennes poi alla sede di Nantes nel 1507.
Ambasciatore di re Luigi XI di Francia presso il pontefice, su raccomandazione della regina Anna di Bretagna fu creato da papa Giulio II cardinale-presbitero del titolo di Sant'Anastasia nel concistoro del 1º dicembre 1505.
Partecipò al Concilio Lateranense V.
Dal 1512 al 1513 fu camerlengo del Sacro Collegio.
Morì il 9 novembre 1513 all'età di 53 anni.